# Carolena Carstens
Carolena Jean Carstens Salceda, född 18 januari 1996 i Winfield i USA, är en panamansk taekwondoutövare.

## Karriär

### 2011–2015
I oktober 2011 tävlade Carstens i 49 kg-klassen vid panamerikanska spelen i Guadalajara, där hon blev utslagen i kvartsfinalen av kanadensiska Ivett Gonda. Som 16-åring tävlade Carstens för Panama vid olympiska sommarspelen 2012 i London. Hon förlorade i den första omgången i 49 kg-klassen mot spanska Brigitte Yagüe och sedan även mot mexikanska Jannet Alegría i återkvalet.
I mars 2014 tog Carstens guld i 57 kg-klassen vid sydamerikanska spelen i Santiago efter att ha besegrat venezuelanska Adriana Martínez i finalen. I september 2014 tog hon guld i 53 kg-klassen vid panamerikanska mästerskapen i Aguascalientes efter att ha besegrat chilenska Yeny Contreras i finalen. I juli 2015 tävlade Carstens i 57 kg-klassen vid panamerikanska spelen i Toronto, där hon blev utslagen i den första omgången av argentinska Celina Proffen.

### 2016–2019
I juni 2016 tog Carstens brons i 57 kg-klassen vid panamerikanska mästerskapen i Querétaro. Hon tävlade i 57 kg-klassen vid olympiska sommarspelen 2016 i London men blev utslagen i den första omgången av belgiska Raheleh Asemani. I augusti 2017 tog Carstens brons i 57 kg-klassen vid Grand Prix i Moskva. I november 2017 tog hon guld i 57 kg-klassen vid bolivarianska spelen i Santa Marta efter att ha besegrat colombianska Katherine Toro i finalen.
I juli 2018 tog Carstens guld i 53 kg-klassen vid panamerikanska mästerskapen i Spokane efter att ha besegrat brasilianska Leonor Dias i finalen. Samma månad tog hon silver i 53 kg-klassen vid centralamerikanska och karibiska spelen i Barranquilla efter en finalförlust mot kubanska Tamara Robles. I juli 2019 tävlade Carstens i 57 kg-klassen vid panamerikanska spelen i Lima. Hon besegrade kubanska Yamicel Núñez och mexikanska Fabiola Villegas men förlorade sedan i semifinalen mot amerikanska Anastasija Zolotic. Carstens förlorade även bronsmatchen mot chilenska Fernanda Aguirre.

### 2022–
I juli 2022 tog Carstens sitt andra guld i 57 kg-klassen vid bolivarianska spelen i Valledupar efter att ha besegrat Fernanda Aguirre i finalen. I juli 2023 tog hon brons i 57 kg-klassen vid centralamerikanska och karibiska spelen i San Salvador. I oktober 2023 tog Carstens även brons i 57 kg-klassen vid panamerikanska spelen i Santiago.